# Pont sur l'Ource (Loches-sur-Ource)
Le pont sur l'Ource est un pont situé à Loches-sur-Ource, en France.

## Localisation
Le pont est situé sur la commune de Loches-sur-Ource, dans le département français de l'Aube.

## Historique
Le pont actuel est construit probablement au milieu du XVIIIe siècle. En 1836, l'arche centrale est emportée par les eaux et reconstruite en 1838.
L'édifice est inscrit au titre des monuments historiques en 1996.